# Николь, Уильям
Уильям Ни́коль (около 1768 – 2 сентября 1851 года) – шотландский геолог и физик, изобретатель призмы Николя – первого устройства для получения плоскополяризованного света (1828).

## Биография
Уильям Николь родился в Гамби, округ Ист-Лотиан, Шотландия. Сын Вальтера Николя и Марион Фоулер. Про год рождения существуют различные данные. На могильном камне указан 1766 год; в некоторых источниках — 1768. Согласно церковной метрике, крещён 18 апреля 1770 года.

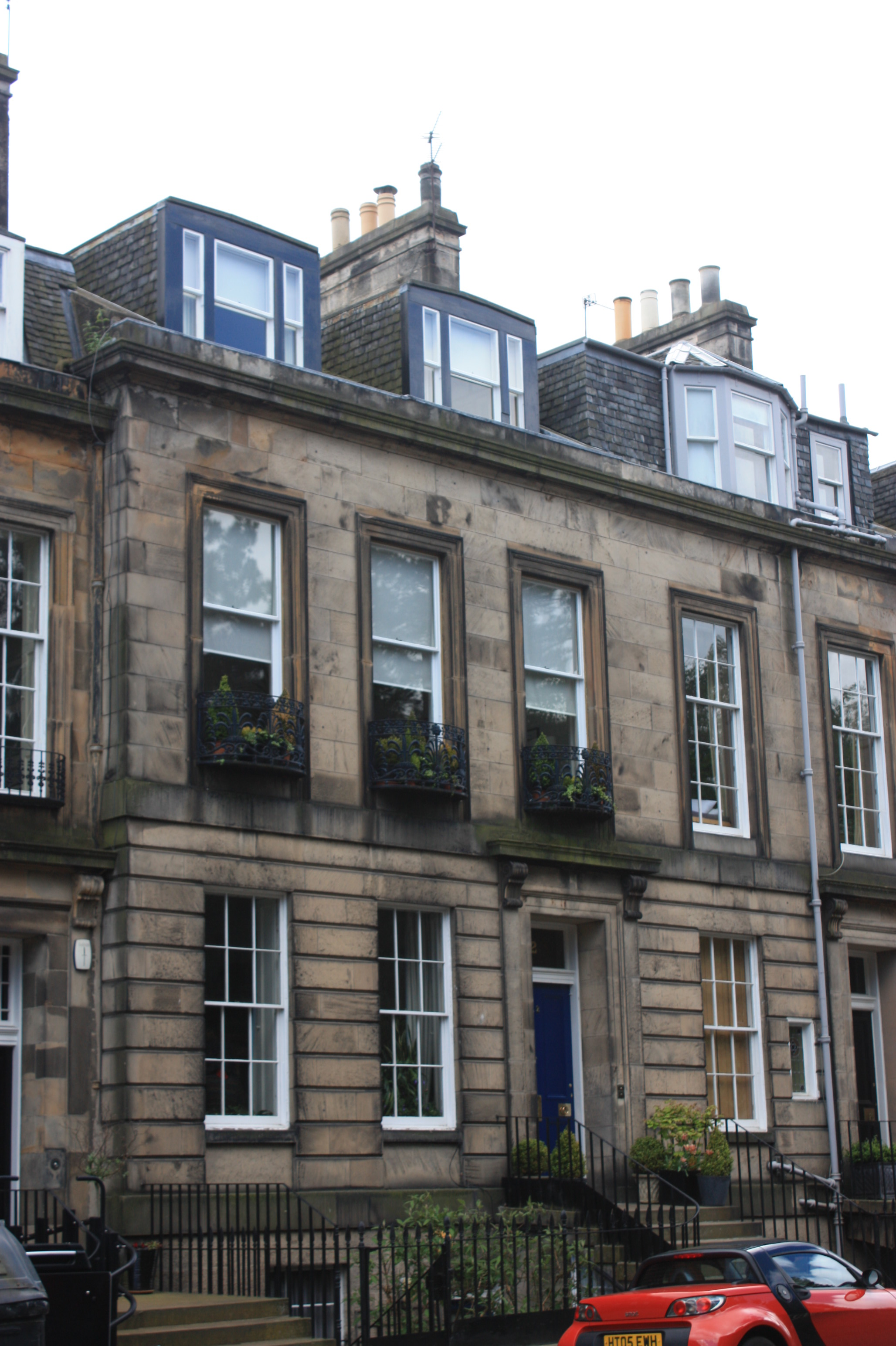
Дом Уильяма Николя по адресу 12 Inverleith Terrace

Начал научную деятельность в качестве помощника своего дяди, странствующего естествоиспытателя Генри Мойеса. Поскольку Мойес был слеп, ему требовался ассистент для его демонстраций по химии и оптике. 
Впоследствии Николь сам стал популярным преподавателем естествознания в Эдинбургском университете, обосновавшись в Эдинбурге и ведя уединённый образ жизни. Он проводил количественные исследования жидких включений в кристаллах и микроскопической структуры ископаемой древесины. 
Член Эдинбургского королевского общества.
Не публиковал своих работ до 1826 года.

## Призма Николя

Принцип действия призмы Николя

Николь сделал призму, разделив пополам параллелепипед исландского шпата (встречающейся в природе прозрачной кристаллической формы карбоната кальция) вдоль его самой короткой диагонали, а затем скрепил две половины канадским бальзамом. Свет, попадающий в призму, разделяется на два плоскополяризованных луча с взаимно перпендикулярной поляризацией. 
Призмы Николя значительно облегчили изучение рефракции и поляризации и впоследствии использовались для исследования молекулярных структур и оптической активности органических соединений.

## Исследование минералов
Около 1819 года Николь, используя опыт гранильщика Джорджа Сандерсона, разработал метод приготовления тонких пластинок минералов, приклеенных к стеклу (шлифов). Позже он применил его к образцам ископаемого дерева для исследования его под микроскопом. 
Взяв кусочек исследуемого образца, он идеально ровно отшлифовал его, отполировал и с помощью канадского бальзама закрепил на стеклянной подложке. Открытая поверхность среза затем шлифовалась до тех пор, пока кусок камня не превращался в тонкую пленку, закрепленную на стекле, и пока не достигалась необходимая степень прозрачности.
Его метод позволил наблюдать образцы минералов в проходящем, а не отраженном свете, и, следовательно, позволял видеть внутреннюю структуру минералов. Николь приготовил много образцов ископаемой и свежесрубленной древесины. Многие из них были описаны  Генри Витамом (Henry Witham) в его «Наблюдениях за ископаемыми растениями» (1831), где Николь представил первый опубликованный отчет о работе. 

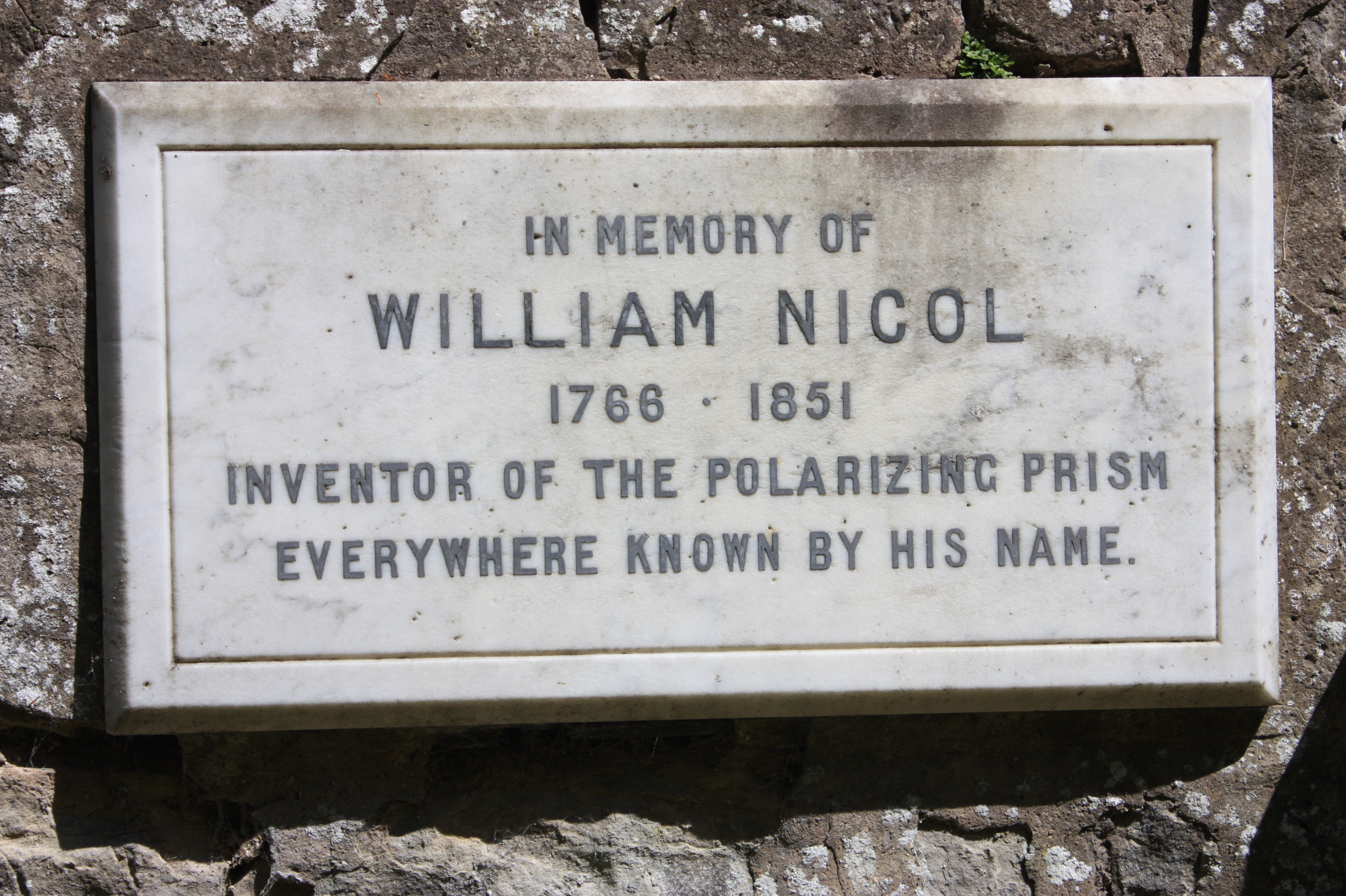
Табличка на могильном камне Уильяма Николя

После смерти Николя его инструменты и препараты перешли к Александру Брайсону, который значительно дополнил его коллекции и сделал многочисленные шлифы с целью демонстрации полостей, содержащих жидкость, что было описано задолго до этого Дэвидом Брюстером и Уильямом Николем.
Уильям Николь умер в своем доме, 4 Inverleith Terrace в Эдинбурге (в настоящее время перенумерованный 12 Inverleith Terrace) 2 сентября 1851 года, и был похоронен на Уорристонском кладбище. Его место захоронения теперь отмечено табличкой на восточной стене, к северу от запечатанных восточных ворот.

## Память
Гряда Николя (англ. Dorsum Nicol) на Луне названа в его честь.